# Південно-Західна область (Буркіна-Фасо)
Південно-Західна (фр. Sud-Ouest) - область на південному заході Буркіна-Фасо.
- Адміністративний центр - місто Гава.
- Площа - 16 576 км², населення - 623 056 чоловік (2006).

Утворена в 2001 році. Чинний губернатор - Расмане Ванграва.

## Географія
На південному заході межує з Каскадами, на північному заході з Верхніми Басейнами, на північному сході з Західно-Центральною областю, на сході з Ганою, на півдні з Кот-д'Івуаром.
Клімат в Південно-Західній області - вологий, тропічний; ландшафт - савана.

## Населення
Населена переважно народністю лобі. Близько 60% жителів сповідує традиційні африканські релігії, 25% - християни, 15% - мусульмани.

## Адміністративний поділ
В адміністративному відношенні область поділяється на 4 провінції:
| № | Провінція | Адм. центр | Населення, чол. (2006) |
| - | --------- | ---------- | ---------------------- |
| 1 | Бугуріба  | Діебугу    | 102507                 |
| 2 | Іоба      | Дано       | 197186                 |
| 3 | Нумб'єль  | Батіє      | 69992                  |
| 4 | Поні      | Гава       | 254371                 |

## Економіка
Основне заняття населення - сільське господарство.